# Wolfgang Tiemann

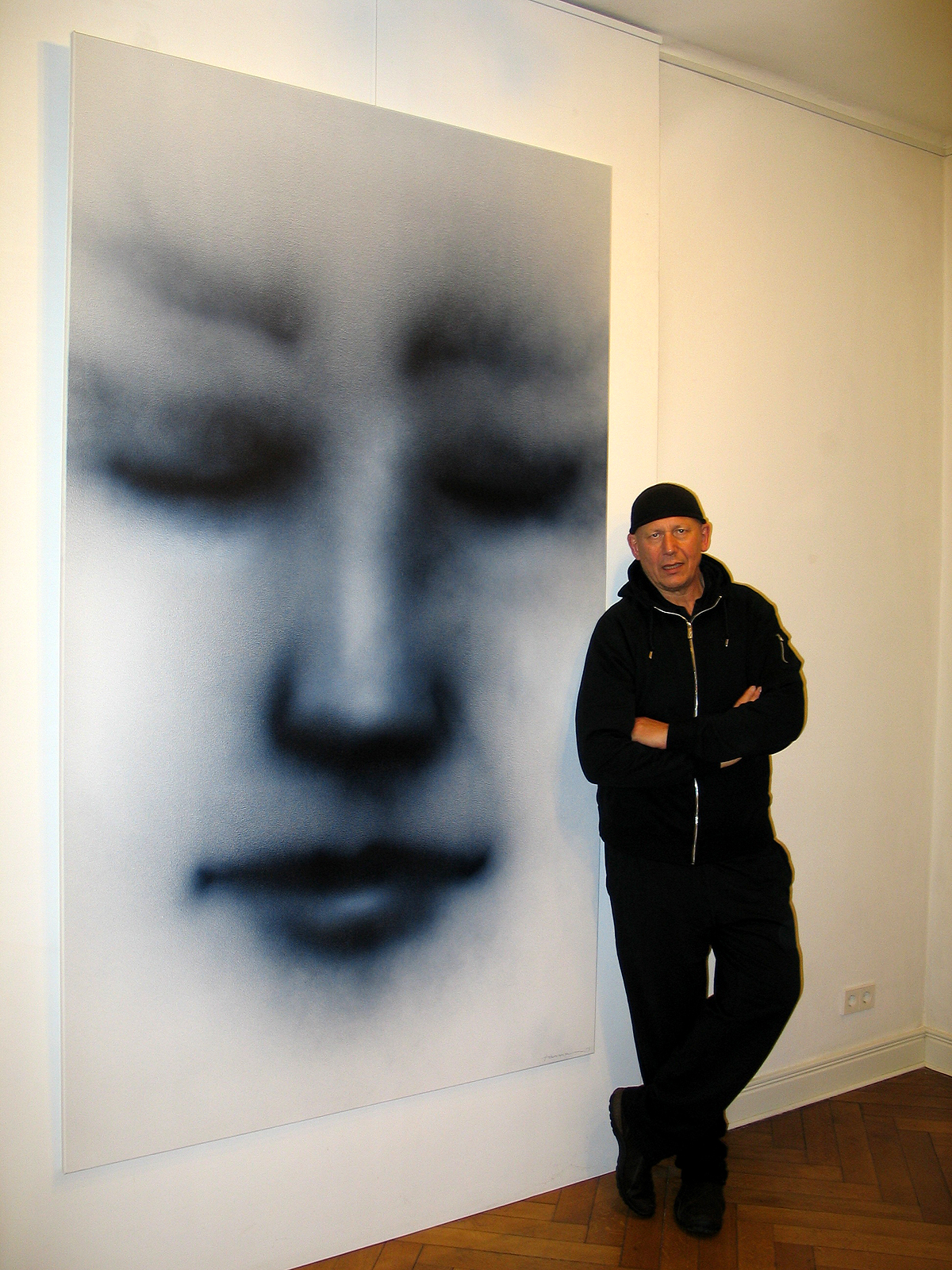
Wolfgang Tiemann, 2013

Wolfgang Tiemann (* 24. Dezember 1952 in Eickhorst, Kreis Minden) ist ein deutscher Künstler.

## Leben
Nach einer Ausbildung zum Farblithografen studierte Tiemann von 1974 bis 1978 Kunst an der damaligen Fachhochschule Hannover im Fachbereich Bildende Kunst und anschließend, 1978 bis 1982, an der Hochschule für Bildende Künste Braunschweig. Er beendete sein Studium als Meisterschüler und arbeitete anschließend neben Lehraufträgen u. a. an der Hochschule Hannover als freier Künstler. Tiemann lebt und arbeitet in Kirchwehren bei Hannover.
Die Kunst-Aktion Paperroads, bei der Tiemann von 2001 bis 2007 dem alten Weg der Papierherstellung bzw. der Weitergabe seines Herstellungsgeheimnisses von Asien (Samarkand und Shanghai) über die islamische Welt (Syrien) und Spanien nach Europa der Seidenstraße nachgegangen ist und dort überall großflächige Drucke und Bilder ausgestellt und auch produziert hat, haben eine Werkfülle hinterlassen und die Arbeit des Malers wie seine Rezeption nachhaltig geprägt.
Der Zyklus Floating Land (2012–2017) setzt sich mit der durch menschliche Politik bedrohten Landschaft, Natur und Erde in farben- und formstarken Arbeiten auseinander, bei denen der Übergang in die Abstraktion fließend ist.

## Ausstellungen (Auswahl)
- Körperlandschaften, Schloss Celle, 1992
- Rügenbilder, Galerie Koch, Hannover, 1994
- Mythos Ibiza, Galerie Andree. CH-Basel, 1996
- Spuren, Kunstverein Lübbecke; Galerie Gertsev, RU-Moskau; Staatliches Kunstmuseum, RU Perm; Galerie Deschler, Berlin, 1998
- Retrospektive, Kloster Unser Lieben Frauen, Magdeburg 2000
- PaperRoads, Staatliches Museum UZ-Samarkand; Roemer- und Pelizaeus-Museum Hildesheim; Friendship Hall Exhibition Center Cn-Shanghai; Nationalmuseum SY-Damaskus; Pergamonmuseum, Berlin, 2002–2006
- Floating Land, Galerie Fold, Reykjavik; Galerie Holbein 4, Hannover; Tajaliyat Art Gallery, Damaskus 2010
- Art Karlsruhe, 2012/13/14
- NordArt, 2014
- Silberglanz, Niedersächsisches Landesmuseum Hannover, 2017–18

## Schriften (Auswahl)
- PaperRoads, Seelze 2002, ISBN 3-617-92339-9
- Der Mythos des Daidalos, Bramsche 2004, ISBN 3-89946-025-1
- Werke, Hannover 2007, ISBN 3-9806327-8-4

## Sammlungen
- Deutscher Bundestag
- Land Niedersachsen
- Leibniz-Bibliothek Hannover
- Kunstmuseum Kloster Unser Lieben Frauen
- Norddeutsche Landesbank
- Sparkasse Hannover
- Volksbank Hannover